# Sonya Kraus

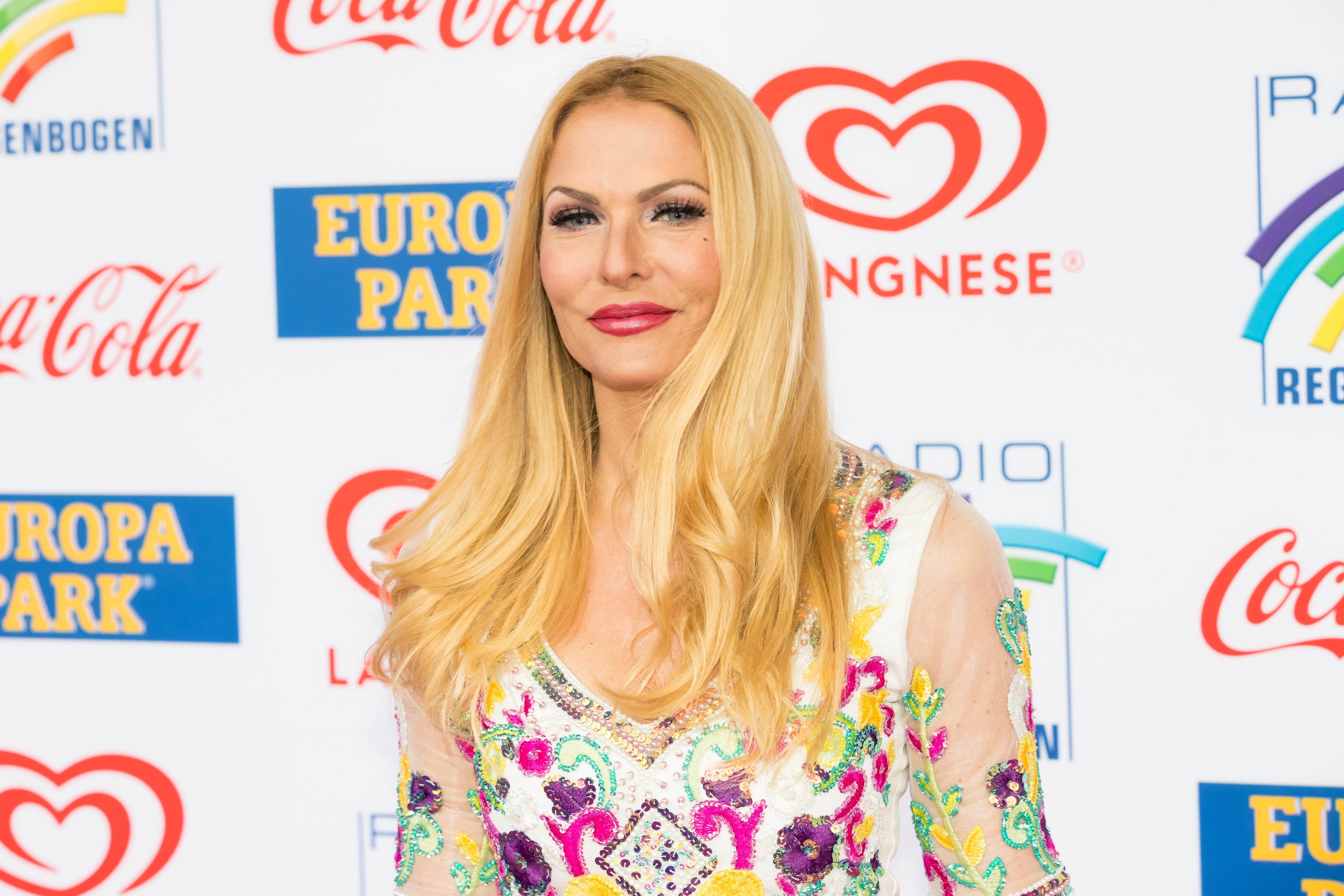
Sonya Kraus beim Radio Regenbogen Award 2019

Sonya Martina Kraus (* 22. Juni 1973 in Frankfurt am Main) ist eine deutsche Fernsehmoderatorin, Autorin, Schauspielerin und Model. Kraus wurde 1998 durch ihre Tätigkeit beim Glücksrad bekannt.

## Privates
Im Alter von sechs Jahren verlor Sonya Kraus ihren neun Monate alten Bruder durch plötzlichen Kindstod. Als sie elf war, beging ihr Vater Suizid.
Zehn Jahre lang, von 1977 bis 1987, tanzte Sonya Kraus Ballett, unter anderem an Dr. Hoch’s Konservatorium und in der Ballettabteilung der Musikhochschule Frankfurt. Da sie mit 1,77 m zu groß wurde, musste sie im Alter von 14 Jahren das Ballett aufgeben. Kraus schloss ihre Schulausbildung 1992 mit dem Abitur an der Frankfurter Ziehenschule ab und arbeitete dann bis 1994 als Profimodel mit internationalen Aufträgen.
Sie ist seit 1997 mit ihrem Lebensgefährten liiert, mit dem sie zwei Söhne hat (* 2010 und * 2012).
Im September 2021 wurde bei Kraus Brustkrebs diagnostiziert, zur Bekämpfung entschied sie sich für eine beidseitige prophylaktische Mastektomie mit anschließender Chemotherapie. Für ihren mutigen Umgang mit der Erkrankung erhielt sie im November 2022 den Katharina-Zell-Preis.

## Fernsehen

### Moderation
Von 1998 bis 2002 wurde Kraus Assistentin von Frederic Meisner beim Glücksrad auf kabel eins, wo sie Maren Gilzer ablöste. Seit 2023 übernimmt sie diese Aufgabe in der Neuauflage auf RTL Zwei erneut. Ihre erste eigene regelmäßige Sendung von August 2000 bis April 2011 auf ProSieben war talk talk talk, ferner die Ableger talk talk talk – Die Late Show und talk talk talk – Fun, eine Zusammenfassung der Highlights aus internationalen Talkshows. Die Sendung und ihre Ableger wurden im April 2011 aufgrund sinkender Zuschauerzahlen eingestellt. Mitte 2000 gehörte sie mit Steven Gätjen und Alexander Mazza zum Moderationsteam von Fort Boyard – Stars auf Schatzsuche. Ebenfalls mit Mazza führte sie durch die Produktionen Desert Forges – Stars an ihren Grenzen und Clip Mix.
Ab 2003 moderierte Kraus auf ProSieben die Heimwerkersendung Do It Yourself – S.O.S., im Juli 2004 zusammen mit Elton die Sendung Die Alm und im Januar/Februar 2005 Die Burg. Außerdem war Kraus regelmäßig in TV-total-Sondersendungen wie etwa dem TV total Turmspringen zu sehen. Weitere Produktionen, in denen sie mehrmals mitwirkte, sind der Red Nose Day und Blond am Freitag.
2006 wurde Kraus mit der Goldenen Romy als beliebteste Show- und Talkmasterin ausgezeichnet. Im Jahr 2007 war Kraus die Zirkusdirektorin in der Gala Stars in der Manege im Münchener „Circus Krone“.
Ab Januar 2008 moderierte Kraus die Rankingshow Simply the Best. Im Juli und August 2010 moderierte sie zusammen mit Jumbo Schreiner die Show Crazy Competition auf ProSieben. Des Weiteren moderierte sie die 2009 produzierte und im Sommer 2010 ausgestrahlte Reality-TV-Show Solitary.
Im Juni 2011 gab Kraus am 51. Hessentag in Oberursel (Taunus) ihr Debüt als DJ. Einen Monat später war sie als Team Leader der gelben Mannschaft in der Show Ich liebe Deutschland zu sehen.
Sonya Kraus beendete 2013 ihren Vertrag mit ProSieben. Im Februar 2014 übernahm sie die Moderation der Yahoo-Webshow Life & Harmony. Im selben Jahr wirkte sie in Rosa von Praunheims Film Praunheim Memoires über den Frankfurter Stadtteil Praunheim mit, aus dem sie stammt.
Im November 2014 wirkte sie als Stargast in einer Episode der WDR-Comedy Die unwahrscheinlichen Ereignisse im Leben von... mit. Seit dem 13. März 2017 gehört sie zum Moderatorenteam von maintower im hr-fernsehen, wo sie abwechselnd mit ihrer ehemaligen ProSieben-Kollegin Susann Atwell moderiert.

### Schauspiel

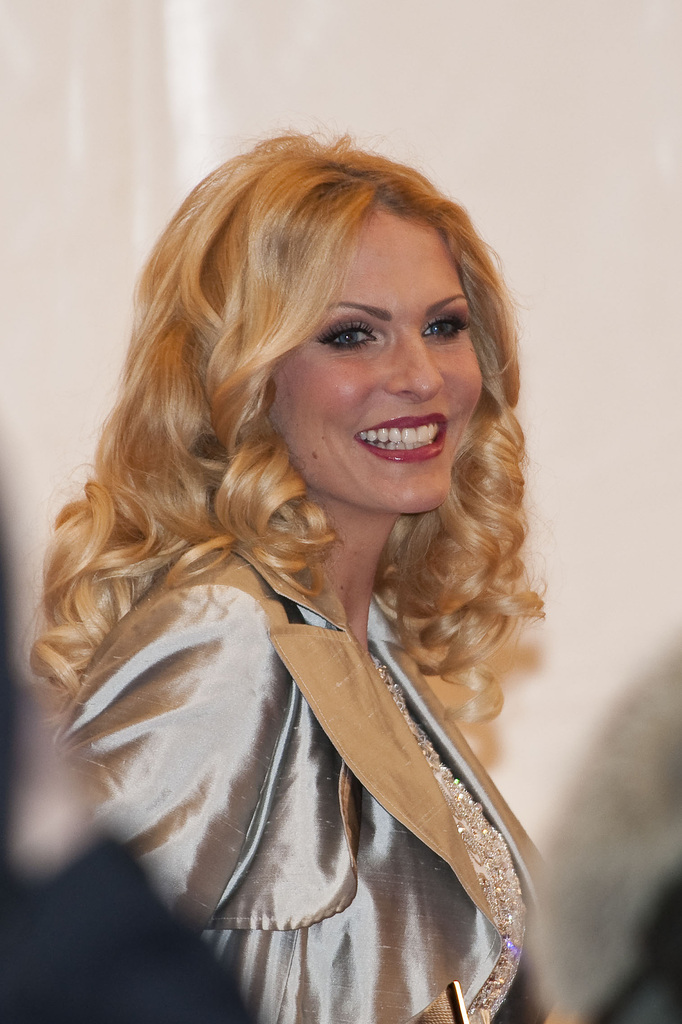
Sonya Kraus auf der Berlinale 2010

Als Schauspielerin wirkte Kraus 2006 in der Fernsehserie Die Märchenstunde in den Folgen Rumpelstilzchen – Auf Wache im Märchenwald und Die Prinzessin auf der Erbse – Qual der Wahl Royal mit. 2007 spielte sie in den Fernsehkomödien Dörte’s Dancing neben Jeanette Biedermann und in War ich gut? mit Ina Paule Klink und Marco Girnth. Von Februar bis April 2008 hatte sie ihre erste Theaterhauptrolle in dem Zwei-Personen-Stück A Picasso (in englischer Sprache) an der Seite von Tim Hardy am English Theatre unter der Regie von Gareth Armstrong in Frankfurt am Main. 2009 war sie die Synchronstimme der Meerschweinchen-Agentin Juarez in der Familienkomödie G-Force – Agenten mit Biss des Regisseurs Hoyt Yeatman. Des Weiteren spielte sie in der Sat.1-Produktion Plötzlich 70! die Rolle der Frau Kleinschmidt.
In der ZDF-Fernsehserie Notruf Hafenkante hatte sie eine Gastrolle in der 2014 erstmals gesendeten Folge Scheinwelten und 2017 in einer Folge der zweiten Staffel Im Knast als Ex-Frau Elvira der Hauptfigur Manfred Schuster. 2018 wirkte sie in der ZDF-Sendung von Jan Böhmermann Lass dich überwachen! Die PRISM IS A DANCER Show an einem Streich mit, bei dem eine Kandidatin mit ihrem Hund, von dem sie online zahlreiche Bilder postete, an dem Casting für eine fiktive Tiershow teilnahm und letztlich mit einem Magazin-Cover für ihren Hund belohnt wurde. Seit 2020 ist Kraus in der Joyn-Webserie Das Internat in der Hauptrolle der Internatsdirektorin Susanne Meyer-Stäblein zu sehen.

## Werke
- Baustelle Mann – Der ultimative Love-Guide. Bastei Lübbe Verlag, Bergisch Gladbach 2007, ISBN 978-3-404-66407-8.
- Baustelle Body: Sonya’s Secrets. mit Frauke Ditting. Bastei Lübbe Verlag, Bergisch Gladbach 2009, ISBN 978-3-785-76003-1.
- Wenn das Leben dir eine Zitrone gibt, frag nach Salz und Tequila: Die Sonya-Strategie für Lebensglück, Erfolg und jede Menge Spaß. Bastei Lübbe Verlag, Köln 2011, ISBN 978-3-404-66439-9.
- Baustelle Baby – Ein Aufklärungsreport. mit Christiane Stella Bongertz. Bastei Lübbe Verlag, Köln 2012, ISBN 978-3-404-60689-4.
- Törtchenzeit – All you need is sweet. mit Jessi Hesseler. Bastei Lübbe AG, Köln 2014, ISBN 978-3-431-03895-8.
- Als Kolumnistin verfasste Kraus auch mehrere Artikel für das feministische Magazin Emma.[12]